# جولييت كونو
جولييت كونو (بالإنجليزية: Juliet Kono) (1943)؛ كاتِبة، شاعرة وروائية أمريكية.